# Остерренфельд
Остерренфельд (нім. Osterrönfeld) — громада в Німеччині, розташована в землі Шлезвіг-Гольштейн. Входить до складу району Рендсбург-Екернферде. Складова частина об'єднання громад Айдерканаль.
Площа — 17,89 км2. Населення становить 5117 ос. (станом на 31 грудня 2020).